# Янцевары
Янцевары — село в Пестречинском районе Татарстана. Административный центр Янцеварского сельского поселения.

## География
Находится в северо-западной части Татарстана на расстоянии приблизительно 28 км на восток по прямой от районного центра села Пестрецы у речки Нырса.

## История
Известно с 1646 года как деревня Нырсывары, Малая Шебулакова. Упоминалось также как Енсывар, Янцовары. В 1884 году здесь была построена Покровская церковь. Относится к числу населенных пунктов, где проживают кряшены.

## Население
Постоянных жителей было: в 1782 - 244 души мужского пола, в 1859 - 624, в 1897 - 800, в 1908 - 888, в 1920 - 997, в 1926 - 970, в 1938 - 789, в 1949 - 606, в 1958 - 585, в 1970 - 679, в 1979 - 561, в 1989 - 330, в 2002—216 (татары 100%), 166 в 2010.